# Get Lucky (Daft Punk-låt)
Get Lucky är en låt från 2013 med den franska house-duon Daft Punk, med Pharrell Williams som gästande sångare. Låten är skriven av Daft Punk, Pharell Williams och Nile Rodgers, som även spelar gitarr i låten. 
Den finns med på gruppens album Random Access Memories, men gavs innan albumet ut på singel, och blev som sådan väldigt framgångsrik. Singeln tog sig till top 10 på hitlistorna i över 30 länder, och lyckades ta sig till förstaplatsen på majoriteten av dessa listor. Singeln sålde i mer än 9 miljoner exemplar.